# Leis de Cercamento
As leis de cercamento se referem ao cerco de campos abertos e terras comuns, a partir do século XVII, na Inglaterra e no País de Gales, criando direitos de propriedade sobre a terra anteriormente de uso comum. Entre 1604 e 1914, mais de 5.200 leis individuais de cercamento foram aprovados, totalizando 28 000 km2

A política de cercamento de terras foi fruto do contexto econômico inglês do século XVIII. As terras comuns aos senhores e servos, provenientes da antiga relação feudo-vassálica, transformaram-se em pastos para as ovelhas, pois a lã era, juntamente com o carvão e o ferro, um dos pilares da economia do país, durante a Primeira Revolução Industrial.
Com a permissão do governo, os camponeses sem terra foram compelidos a deixar o campo e migrar, em massa, para as cidades, em busca de trabalho. Assim se garantia a oferta de  mão-de-obra abundante e barata para a indústria. Outros emigravam para as colônias inglesas na América, em busca de trabalho. 
Nas cidades inglesas, os antigos servos transformaram–se em uma nova classe, o proletariado, enquanto as antigas terras comuns passavam às mãos de grandes criadores ovinos e produtores de algodão, que abasteceriam a indústria. Assim a expansão da política de cercamentos, com a ocupação das terras comunais e quebra dos contratos de arrendamento, estimulou também o fortalecimento de um capitalismo agrário na Inglaterra.